# التغطية الإعلامية للاحتباس الحراري

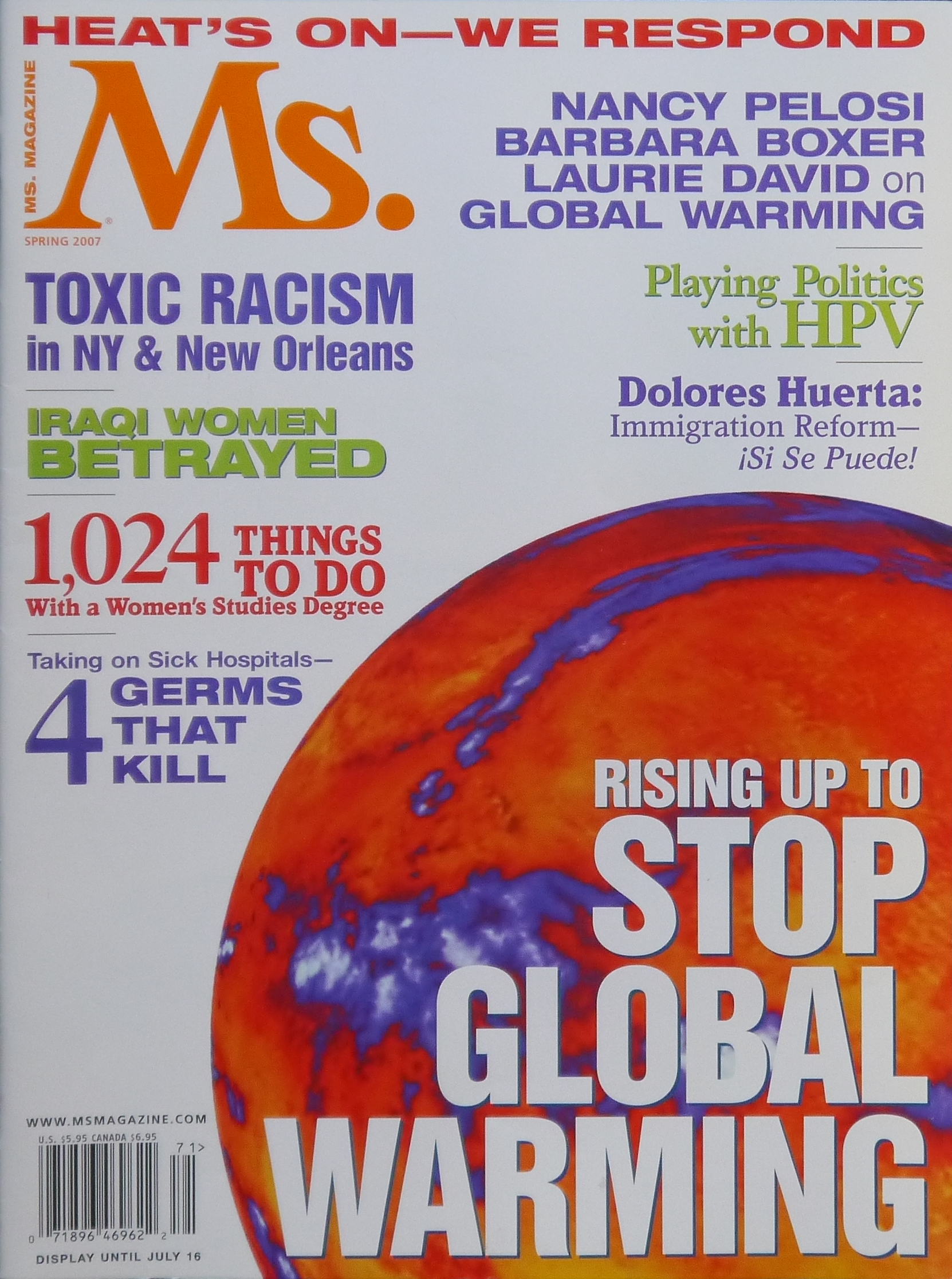

تعتبر التغطية الإعلامية للاحتباس الحراري ذات أثر هام على الرأي العام، فهي تنقل الرأي العلمي حول تغيّر المناخ، إذ سجّلت قياسات درجة حرارة الأرض قيمًا أعلى في العقود الأخيرة، والسبب الرئيسي لهذا الارتفاع هو انبعاثات الغازات الدفيئة التي تسبّبها نشاطات الإنسان. تتّفق جميع الهيئات العلمية ذات المكانة الوطنية والدولية تقريبًا مع هذا الرأي، إلّا أنّ بعض المنظّمات لم تأخذ موقفًا ملزِمًا.
تَركَّز اهتمام وسائل الإعلام بشكل خاص على البلدان المعتمدة على الكربون والملتزمة بشروط اتفاقيّة كيوتو. دُرست التغطية الإعلامية عن تغير المناخ في البلدان الناطقة باللغة الإنجليزية بشكل واسع، وخاصةً في الولايات المتحدة، في حين دُرست بشكل أقل توسّعًا في بلدان أخرى. أظهر عدد من الدراسات أنّه في الولايات المتحدة الأمريكيّة وفي صحف التابلويد بالمملكة المتحدة (الصحافة الصفراء)، قلّلت وسائل الإعلام بشكل كبير من قوة الإجماع العلمي على تغير المناخ، الذي تكلّمت عنه تقارير اللجنة الدولية للتغيّر المناخي بين عامي  1995و2001.
حدثت ذروة التغطية الإعلامية في أوائل عام 2007، مدفوعةً بتقرير التقييم الرابع للجنة الدولية للتغيرات المناخية، والفيلم الوثائقي «الحقيقة المزعجة» للسياسي الأمريكي والناشط في شؤون البيئة «آل غور»، حدثت الذروة اللاحقة في أواخر عام 2009، وكانت أعلى بنسبة 50%، قد تكون مدفوعةً بمزيج من الجدل الإلكتروني الذي دار في نوفمبر 2009 حول البريد الإلكتروني لوحدة البحوث المناخية، ومؤتمر الأمم المتحدة لتغير المناخ في ديسمبر 2009.
وجد فريق مرصد الإعلام وتغير المناخ في جامعة كولورادو بولدر أن عام  2017 «شهد اهتمام وسائل الإعلام بتغير المناخ والاحتباس الحراري مدًّا وجزرًا»، ففي يونيو شهد العالم أقصى تغطية إعلامية حول كلا الموضوعين. يُعزى هذا الارتفاع إلى حد كبير إلى الجدَل المُحيط بانسحاب رئيس الولايات المتحدة دونالد ج. ترامب من اتفاقية باريس المناخية للأمم المتحدة لعام 2015، مع استمرار اهتمام وسائل الإعلام بالعزلة الأمريكية الناشئة بعد قمة مجموعة السبع بعد ذلك ببضعة أسابيع.
يعتقد بعض الباحثين والصحفيين أن التغطية الإعلامية للقضايا السياسية كافية وعادلة، بينما يعتقد آخرون أنها مُتحيّزة. ومع ذلك، فإن معظم الدراسات حول التغطية الإعلامية للموضوع ليست حديثة ولا تهتم بتغطية القضايا البيئية، ونادراً ما تهتم بشكل خاص بمسألة التحيُّز.

## تشويه الحقائق

### فهم الواقع
يزعم بورد وآخرون أن جزءًا كبيرًا من جمهور الولايات المتحدة لديهم فهم مَعيب للاحتباس الحراري، ويعتقدون أنّه مرتبط بالتلوّث العام، وبنضوب الأوزون من الغلاف الجوي. يعبّر باحثو وعلماء الإعلام عن إحباطهم بسبب عدم كفاية التقارير العلمية، يعود ذلك لثلاثة أسباب رئيسيّة. أولاً، يشوّه الصحفيون الواقع عن طريق ارتكاب أخطاء علمية. ثانياً، تركّز الصحافة على القضايا التي تجذب اهتمام المتابعين بدلًا من المحتوى العلمي. وثالثًا، التزام الصحفيين الصارم ببناء تغطية متوازنة. ونقرأ في «بورد أوكونور ووفيشر»: «يجب أن يعرف المواطنون المسؤولون الأسباب، فمن دون أن يدرك الجمهور الأسباب التي تسبب تغير المناخ، لا يمكن توقع اتخاذ إجراء تطوعي للتخفيف من آثاره».

### اختيار القصّة
وفقًا لشوميكير وريس، المواضيع الجدلية هي أحد المتغيرات الرئيسية التي تؤثر على اختيار القصة بين محرري الأخبار، إلى جانب الاهتمام الإنساني، والبروز، وحسن التوقيت، والشهرة، والقرب. تقع تغطية تغير المناخ ضحية القاعدة الصحفية المتمثلة في «إضفاء الطابع الشخصي» يعرّف دبليو إل بينيت هذه الصفة بأنها: «الميل إلى التقليل من أهمية الصورة الاجتماعية أو الاقتصادية أو السياسية الكبيرة لصالح التجارب البشرية والمآسي والانتصارات»، لطالما استخدمت الصحافة السياسية مفهوم التغطية المتوازنة في تغطية الجدل. بما معناه: يجوز بث رأي متحفّظ للغاية، بشرط أن يكون هذا الرأي مصحوبًا برأي معاكس. لكن في الآونة الأخيرة، عارض العلماء والباحثون هذه القيمة الصحفية الأساسية فيما يتعلق بالمسائل ذات الأهمية الكبرى التي أجمعت عليها الغالبية العظمى من المجتمع العلمي.

### التوازن
قد تكون فكرة التغطية المتوازنة منطقية تمامًا عند تغطية مؤتمر سياسي، ولكن في ثقافة العلم، قد لا يكون تحقيق التوازن بين الآراء المتعارضة عادلاً ولا صادقًا. على هذا النحو، يجادل العديد من الخبراء بأنه من المضلل إعطاء العلماء المستفردين والخارجين عن الرأي العلمي العام نفس وقت علماء التيّار السائد.

هناك أدلة تثبت أنّ وسائل الإعلام تطبّق هذه القاعدة. في دراسة استقصائية شملت 636 مقالًا من أربع صحف أمريكية كبرى بين عامي 1988و 2002، وجد باحثان أن معظم المقالات أعطت الكثير من الوقت للمجموعة الصغيرة من المشكّكين بتغير المناخ، بشكل مماثل للعلماء الممثّلين لوجهة النظر العلمية المتفق عليها. نظرًا لوجود إجماع حقيقي بين علماء المناخ حول ظاهرة الاحتباس الحراري، يجد العديد من العلماء رغبة وسائل الإعلام في تصوير الموضوع على أنه جدال علمي تشويهًا جسيمًا للحقيقة. كما قال ستيفن شنايدر:
«عندما نوازن بين الإجماع السائد الراسخ جيدًا والآراء المُعارضة لبعض المتطرفين، سيبدو أن كل موقف له مصداقية بنفس القدر».
تهتم الصحافة العلمية بجمع وتقييم أنواع مختلفة من الأدلة ذات الصلة، والتحقّق بدقة من المصادر والحقائق. يقول بويس رينسبيرجر، مدير مركز «نايت» للصحافة العلمية في معهد ماساتشوستس للتكنولوجيا: «التغطية المتوازنة للعلوم لا تعني إعطاء أهمّية متساوية لكلا جانبي النزاع، بل تعني توزيع الأهميّة وفقًا لتوازن الأدلة».
تميل وسائل الإعلام إلى البحث عن وجهات النظر المتطرفة، التي تصوّر المخاطر بشكل يتجاوز بكثير ما يراه العلماء بالفعل. ويميل الصحفيون إلى تضخيم النتائج الأكثر تطرفًا من مجموعة الاحتمالات الواردة في المقالات العلمية. وجدت دراسة تتبّعت تقارير صحفية، تناولت مقالة حول تغير المناخ في مجلة «نيتشر» أنّ:«نتائج واستنتاجات الدراسة شُوِّهت على نطاق واسع، لا سيّما في وسائل الإعلام، لجعل النتائج تبدو أكثر كارثية وأقرب من حيث المدّة الزمنيّة».

### الإخطارية
تعني الإخطارية استخدام لغة ذات نبرة مُضخّمة، وأسلوب متكلّف، بما في ذلك لهجة عاجلة وصور تُظهِر الخسارة والكارثة. في تقرير أصدره معهد أبحاث السياسة العامة، اقترح جيل إريوت ونات سيغنيت أنّ اللغة الإخطارية كثيرًا ما تُستخدم فيما يتعلق بالقضايا البيئية من قبل الصحف والمجلات الشعبية وفي أدبيات الحملات التي تقدّمها الحكومة وجماعات البيئة. يزعم البعض أنّ تطبيقها عند الحديث عن التغيّر المناخي، يمكن أن يخلق إحساسًا أكبر بالحاجة الملحة.
يمكن أن يستخدم مصطلح «المُهوِّل» كنقطة انتقاص وازدراء من قبل منتقدي علوم المناخ السائدة لوصف أولئك الذين يؤيدونه. استخدام تقنيات الإثارة والإخطارية هي موضع جدل، وغالباً ما يثير الإنكار واللامبالاة بدلاً من تحفيز الأفراد على العمل، ولن يشجّع الناس على الانخراط في قضية تغيّر المناخ.

## الإعلام والسياسة والرأي العام
أظهرت دراسة أجراها ماكومب وآخرون عام 1972 حول الوظيفة السياسية لوسائل الإعلام، أنّ التغطية الإعلامية لقضية ما «يمكن أن تلعب دورًا مهمًا في تشكيل الواقع السياسي».  أظهر البحث في التغطية الإعلامية لتغير المناخ الدور الهام الذي تلعبه وسائل الإعلام في رسم شكل سياسة المناخ. وسائل الإعلام لها تأثير كبير على الرأي العام، والطريقة التي يتم بها الإبلاغ عن القضايا أو تأطيرها، تؤسس لرأي عام معيّن.
بعبارات أعمّ، ترتبط التغطية الإعلامية لتغير المناخ في الولايات المتحدة الأمريكية بالجدل الدائر حول ملكية وسائل الإعلام ونزاهتها. في حين يؤيّد معظم الباحثين في مجال الإعلام الرأي القائل بأن وسائل الإعلام في الولايات المتحدة الأمريكية حرة وغير مُتحيّزة، إلا أن هناك أقلية مختلفة. المؤرخ مايكل بارنتي، على سبيل المثال، يزعم أن وسائل الإعلام الأمريكية تخدم مصالح الشركات من خلال «اختراع الواقع».

### الواجهة الإعلامية السياسيّة
عملت التغطية الإعلامية في الولايات المتحدة أثناء إدارة بوش، على المبالغة وتضخيم مسألة عدم اليقين العلمي بظاهرة التغيّر المناخي، وهذا بالطبع يعكس مصالح النخبة السيّاسية. يتمتّع مسؤولو الحكومة والشركات بميّزة الوصول إلى وسائل الإعلام، وبالتالي تبنّيها لخطهم السياسي، وقد تعمد وسائل الإعلام إلى نشر تقارير عن تغيّر المناخ تعكس رأي حزب سياسي معيّن. بالمقابل تمتلك وسائل الإعلام أيضًا القدرة على تحدّي المعايير السياسية وكشف السلوك الفاسد من أي طرف كان، كما ظهر في عام 2007 عندما كشفت صحيفة الغارديان أن معهد المؤسسة الأمريكية تلقى 10000 دولار أمريكي من شركة البتروكيماويات العملاقة «إكسون موبيل» لنشر مقالات تُضعف وتقلّل من شأن تقرير التقييم الرابع للجنة الدولية للتغيرات المناخية.